# Hiéroglyphe égyptien A37
Le hiéroglyphe égyptien A37 (homme debout dans une jarre), est classifié dans la section A « L'Homme et ses occupations » de la liste de Gardiner ; il y est noté A37.

## Représentation
Il représente un homme debout, à l'intérieur d'une jarre géante appuyant ses mains sur les parois opposées. Il est translittéré ˁfty.

## Utilisation
| A37 | t · Z4 |

| A37 | t · Z4 |

| A36 |

| A36 |

représente un homme debout filtrant de la bière.
| A38 |

| A38 |